# Eutolmi Tacià
Flavi Eutolmi Tacià (en grec: Φλαούιος Εὐτόλμιος Τατιανὸς; fl. 357–392) va ser un senador del Baix Imperi Romà. Nascut a Sidyma, Lícia, cap a la dècada del 360 Tacià era governador de la Tebaida. Va governar Egipte, a partir del 370 va ser comes Orientis, i a partir del 374 va ser comes sacrarum largitionum. El 388 va ser nomenat prefecte del pretori d'Orient, i el 392 va ser destituït d'aquest càrrec i arrestat; més tard va ser exiliat.

## Biografia

### Carrera inicial
La família dels Eutolmii era originaria de Síria. Tacià va néixer a Sidyma, fill d'Antoni Tacià, praeses (governador) de Cària des de aproximadament el 360 fins al 364. Va tenir un fill, Procle, que va seguir els seus passos en una carrera política.

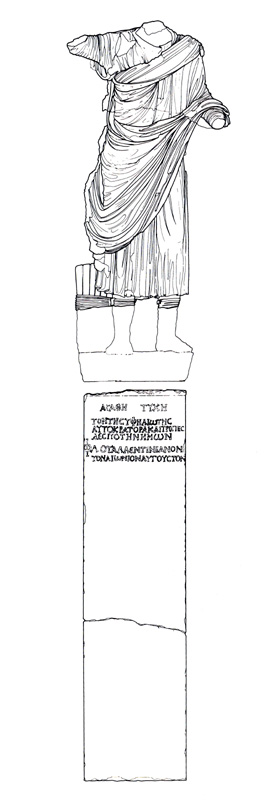
Dibuix d'una estàtua de Valentinià II, erigida a Afrodísias per ordre de Tacià

Tacià va començar la seva carrera durant el govern del seu pare. Cap al 357 va ser advocat, després assessor (consell legal) d'un governador, vicari, procònsol i dues vegades prefecte. A la dècada del 360 va ser praeses Thebaidos (governador de la Tebaida); entre el 367 i el 370 va ser praefectus augustalis a Egipte; del 370 al 374 va administrar la diòcesi d'Orient com a comes Orientis i del 374 al 380 va ocupar el càrrec de comes sacrarum largitionum en l'administració financera imperial. Segons Joan de Nikiû, va construir dues portes de pedra amb una feina enorme per al pas del Nil en un lloc anomenat Abrakjun, probablement a prop d'Alexandria. Després de treballar durant un any durant el regnat de Teodosi I, Tacià va deixar el seu càrrec per retirar-se durant els següents vuit anys a Lícia; no és clar si va ser degut a la pressió dels favorits imperials, portats pel nou emperador d'Occident.

### Prefecte del Pretori d'Orient
El 16 de juny de 388, poc abans de la seva partida per a la campanya contra l'usurpador Magne Màxim, Teodosi I va nomenar Tacià prefecte del pretori d'Orient, succeint Maternus Cinegius, un hispà com Teodosi, que havia mort recentment; després d'haver enviat la insígnia del poder a Tacià a Lícia, l'emperador va nomenar Pròcul praefectus urbi de Constantinoble.
S'han conservat algunes lleis d'aquest període, que Tacià va respectar en absència de Teodosi (l'emperador va tornar a l'Orient només a la tardor del 391) per dur a terme la seva pròpia política, una mica anticlerical; tanmateix, no és possible parlar d'un canvi de política a favor dels pagans. Tanmateix, cal tenir en compte que el 391 Tacià va ser cònsol juntament amb Quint Aureli Símmac, un altre membre de l'aristocràcia pagana.

### Caiguda
La caiguda de Tacià va ser causada pel seu conflicte amb el poderós general i polític Rufí. Rufí, cònsol el 392, temia el poder de Tacià i del seu fill Pròcul, ja que tots dos ocupaven tant la prefectura pretoriana d'Orient com la prefectura urbana: aquesta concentració de poder en mans de pare i fill causava l'enveja dels homes poderosos. Rufí va aprofitar alguns errors de Tacià en l'administració de les finances per deposar-lo i arrestar-lo i succeir-lo com a prefecte (setembre del 392). Tacià va ser enviat més tard a l'exili, probablement a Lícia, i va ser castigat amb la damnatio memoriae. La caiguda de Tacià també va afectar el seu fill Pròcul, que va ser condemnat a mort.
Els darrers anys del regnat de Teodosi es van caracteritzar per una creixent intolerància contra el paganisme; potser la caiguda de Tacià s'ha d'interpretar en aquest context.